# El Castellar
El Castellar (aragónul Lo Castellar) település Spanyolországban, Teruel tartományban. El Castellar Alcalá de la Selva, Cabra de Mora, Formiche Alto, Corbalán és Cedrillas községekkel határos. Lakosainak száma 56 fő (2024).

## Népesség
A település népessége az utóbbi években az alábbiak szerint változott:
| Lakosok száma | 94   | 81   | 76   | 76   | 64   | 60   | 54   | 58   | 55   | 56   |
|               | 2001 | 2004 | 2007 | 2009 | 2012 | 2014 | 2017 | 2019 | 2022 | 2024 |